# Массовое убийство русских в Мекенской
Массовое убийство русских в Мекенской — военное преступление времен Второй чеченской войны, произошедшее в станице Мекенская Наурского района Чечни. 8 октября 1999 года местный житель-чеченец целенаправленно совершил убийство около сорока русских жителей станицы, включая женщин, стариков и детей, а также одного турка-месхетинца, попытавшегося спасти одного из детей. .

## Предыстория
30 сентября 1999 года премьер-министр России Владимир Путин заявил: 
«боевые операции уже идут, наши войска входили на территорию Чечни неоднократно, уже две недели назад занимали господствующие высоты, освобождали их и так далее. Нужно набраться терпения и сделать эту работу — полностью очистить территорию от террористов. Если эту работу не сделать сегодня, они вернутся, и все понесенные жертвы будут напрасны» 
В тот же день танковые подразделения российской армии со стороны Ставропольского края и Дагестана вошли на территорию Наурского и Шелковского районов Чечни.

## Массовое убийство
Как только подразделения федеральных войск вышли к окраинам станицы Мекенской, её покинули многие чеченцы, которые ушли за Терек — на территорию, в тот момент подконтрольную чеченским боевикам. В станице остался батальон боевиков, среди которых был 43-летний житель станицы Мекенская Ахмет Ибрагимов. Ибрагимов не местный житель, он поселился в Мекенской перед началом войны, какое-то время работал в станице почтальоном и хорошо знал всех жителей, где живут русские жители (на момент убийства он был водителем).
8 октября 1999 года, за неделю до того, как над Мекенской был установлен контроль федеральных сил, боевик Ахмет Ибрагимов вооруженный  Автоматом Калашникова целенаправленно совершил массовое убийство русских жителей станицы, включая женщин, стариков и детей, а также одного турка-месхетинца. Он убил даже своих соседей, которые нянчили его детей. Всего Ибрагимовым было убито 37 человек, младшему из которых было 9, а старшему — 91 лет. Двое скончались позже. Причиной убийства стал отказ одного из жителей рыть окопы (в начале Второй чеченской войны в Мекенской и других станицах Наурского района, а также в других районах Чечни отмечались факты массового привлечения боевиками не-чеченского населения к строительству оборонительных сооружений).  
и ненависть к землякам по национальному признаку. Улицу Широкую для массового убийства чеченский боевик Ибрагимов выбрал не случайно: здесь проживало в основном русское население станицы.

## Казнь Ибрагимова
Ибрагимов был схвачен односельчанами-чеченцами. Наурские и мекенские старейшины-чеченцы, вероятно перед фактом скорого вступления в Мекенскую российских войск, решили отдать убийцу-соплеменника родственникам погибших. Через два дня после трагедии на станичном сходе Ибрагимова забили железными ломами двое русских мужчин. Добил умирающего Ибрагимова местный житель-чеченец. Местный мулла запретил хоронить тело преступника, после чего его останки бросили на улице.

## Последствия
Через неделю после массового убийства в Мекенской был установлен контроль федеральных сил. 5 октября 1999 года пресс-служба Минобороны РФ сообщила, что за отказ рыть окопы чеченские боевики расстреляли 61 мирного жителя в сёлах Мекенское и Алпатово. Жертв Ибрагимова похоронили рядом с русским кладбищем. На самом кладбище хоронить не решились — отступающие чеченские силы заминировали его.
В декабре 1999 года Игорем Киселёвым, временно исполняющим обязанности прокурора Чечни, было возбуждено уголовное дело по факту массового убийства. 17 декабря с целью выяснения обстоятельств преступления была проведена эксгумация тел погибших. 21 декабря предводитель чеченских бандформирований Аслан Масхадов был вызван Главным управлением Генпрокуратуры РФ по Северному Кавказу для дачи показаний по уголовному делу об убийстве в Мекенской. Центр информации и общественных связей Генпрокуратуры РФ: «У следствия накопилось достаточно вопросов, на которые необходимо ответить Аслану Масхадову».  Впоследствии уголовное дело по факту массового убийства в Мекенской стало одной из составляющих обвинений в нарушении прав русскоязычного населения Чечни, выдвинутых в адрес президента ЧРИ Аслана Масхадова. 23 декабря было сообщено, что расследование этого дела ведёт Главное управление Генеральной прокуратуры РФ по Северному Кавказу и что в настоящее время проводится эксгумация тел убитых, назначены экспертизы, допрашиваются свидетели. В начале января 2000 года уголовное дело об убийстве в Мекенской было закрыто в связи со смертью обвиняемого Ибрагимова. Убийцы Ибрагимова арестованы не были — их действия, вероятно, были квалифицированы как необходимая самооборона.
Массовое убийство в октябре 1999 года вынудило десятки русских жителей Мекенской в один день покинуть родное село. По некоторым данным, в бывшей казацкой станице Мекенская в 2001 году из 4000 жителей проживало всего 42 русских семьи.